# غلان (بايين خيابان ليتكوة)
غلان (بالفارسية: گلان) هي قرية تقع في إيران في قسم بایین خیابان لیتکوة الريفي. يقدر عدد سكانها بـ 341 نسمة بحسب إحصاء 2016.